# Jaja (Album)
Jaja ist das 13. Studioalbum von Marius Müller-Westernhagen. Es wurde am 19. März 1992 bei WEA Records herausgebracht und erreichte Platz eins der deutschen Charts.

## Hintergrund
Nach dem Erfolg von Halleluja, der anschließenden Tournee vor rund 500.000 Zuschauern und dem Mitschnitt des Konzertes vom 20. Dezember 1989 in der Dortmunder Westfalenhalle für das Doppelalbum Live, aus dem im Oktober 1990 die Single Freiheit ausgekoppelt wurde, zog sich Westernhagen aus der Öffentlichkeit zurück.
Er wählte für die Aufnahme des Albums das im Londoner Stadtteil Chiswick gelegene Metropolis-Studio und produzierte ohne Unterstützung selbst. Die britische Rockband Queen hatte in diesem, von Gary Langan mitbegründeten Studio, im Jahr 1990 ihr Album Innuendo eingespielt. Der Hintergrundgesang, an dem neben Mitgliedern seiner Band auch seine Ehefrau Romney sowie Madeleine Lang und Tommy Engel, Ernst Stoklosa sowie Willy Schnitzler von den Bläck Fööss beteiligt waren, wurde von Dieter Krauthausen im Can-Studio in Weilerswist aufgenommen. Als Rhythmusgruppe spielten in London wieder Charlie T. (Manfred Terstappen) am Schlagzeug und Raoul Walton am Bass. Helmut Zerlett an der Hammond-Orgel und Jay Stapley an der Gitarre komplettieren Westernhagens Band. Für einige Titel wurden zusätzliche Studiomusiker eingesetzt, so der Saxophonist Mel Collins (bei Krieg und Steh’ auf), der Pianist Pete Wingfield (Krieg und Dreh’ dich nicht um), die Perkussionisten Gary Wallis (Charlie, Vater Unser, Neger) und Martin Ditcham. Für Bläserpassagen wurden The Kick Horns verpflichtet. Auf dem Album rückt Westernhagen „Blues-Stimmung und unretouchierten Rock ’n’ Roll in den Vordergrund“.
Für das Album Jaja gab es mehr als 500.000 Vorbestellungen; das Album war am Erscheinungstag innerhalb weniger Stunden so gut wie ausverkauft. Im Anschluss an die Veröffentlichung des Albums bestritt Westernhagen mit seiner Band eine ausverkaufte Tournee, die das Album für fast ein Jahr in den deutschen Mediacontrol-Charts hielt. Zwei Platinschallplatten für mehr als eine Million verkaufte Tonträger wurden für das Album vergeben; es bescherte Westernhagen erstmals Platzierungen in der österreichischen und der Schweizer Hitparade.

## Titelliste
| #   | Titel                         | Länge |
| --- | ----------------------------- | ----- |
| 1.  | Krieg                         | 3:53  |
| 2.  | Dreh' Dich nicht um           | 6:22  |
| 3.  | Wir werden gleich sein        | 3:37  |
| 4.  | Charlie                       | 4:09  |
| 5.  | Steh' auf                     | 4:29  |
| 6.  | Vater unser                   | 4:46  |
| 7.  | Komm' in meine Arme           | 3:54  |
| 8.  | Rosi (Männer sind so schwach) | 4:37  |
| 9.  | Neger                         | 4:02  |
| 10. | Du bist gemein                | 5:57  |
| 11. | Ich will es wissen            | 3:24  |
| 12. | Liebe                         | 4:04  |
| 13. | Metropolis Blues              | 3:14  |
| 14. | Auf 'ner einsamen Insel       | 3:09  |

## Rezensionen
Der Musikexpress befand, Westernhagen habe mit dem Album „das gesamte Konkurrentenfeld deutschsprachiger Produktionen in diesem Jahr abgemüllert“. Ferner nennt der Rezensent das Album eine „Kreuzung von traumwandlerisch leichtfüßigen Ohrbohr-Melodien und pfundschwerem Rock ’n’ Roll“. Einem Beitrag der Süddeutschen Zeitung zufolge „deutschrockt und grönemeyert er entsetzlich“.

## Kommerzieller Erfolg

### Chartplatzierungen
| ChartsChartplatzierungen | Höchstplatzierung | Wochen |
| ------------------------ | ----------------- | ------ |
| Deutschland (GfK)        | 1 (49 Wo.)        | 49     |
| Österreich (Ö3)          | 12 (4 Wo.)        | 4      |
| Schweiz (IFPI)           | 24 (9 Wo.)        | 9      |

| ChartsJahrescharts (1992) | Platzierung |
| ------------------------- | ----------- |
| Deutschland (GfK)         | 4           |

### Auszeichnungen für Musikverkäufe
| Land/Region        | Auszeichnungen für Musikverkäufe (Land/Region, Auszeichnung, Verkäufe) | Verkäufe  |
| ------------------ | ---------------------------------------------------------------------- | --------- |
| Deutschland (BVMI) | 2× Platin                                                              | 1.000.000 |
| Insgesamt          | 2× Platin ·                                                            | 1.000.000 |